# Regis-universiteit
De Regis-universiteit (Engels: Regis University) is een particuliere universiteit gelegen in Denver, in de Amerikaanse staat Colorado. De universiteit is in 1877 opgericht door de jezuïeten. Het is een van de 28 leden van de Association of Jesuit Colleges and Universities.
De Regis-universiteit telt drie colleges: Regis College, het Rueckert-Hartman College voor Gezondheidsberoepen en het College voor Professionele Studies.

## Geschiedenis
De voorloper van de Regis-universiteit werd opgericht in Las Vegas, New Mexico, door een groep verbannen Italiaanse jezuïeten. In 1884 nodigde de bisschop van Denver de jezuïeten uit om de school naar het Morrison te verplaatsen. Daar werd de school geopend als het Sacred Heart College. In 1887 verhuisde de school naar zijn huidige locatie. In 1921 nam de school de naam Regis College aan als eerbetoon aan Johannes Franciscus Régis, een 17e-eeuwse jezuïet die veel werkte met prostituees en armen in de bergen van Zuid-Frankrijk.
In 1991 werd de school hernoemd tot Regis-universiteit, en uitgebreid met twee extra colleges.

## Bekende alumni
- Bill Murray, acteur[5]
- Campbell Brown, nieuwslezer[6]
- Edwin J. Feulner, president van de Heritage Foundation.[7]
- Rowan Gillespie, beeldhouwer. Kreeg in 2007 een eredoctoraat 2007.
- T.Z. Sÿnn, slaggitarist voor de hardrockband Wild Angelz